# ミラネーサ
ミラネーサ、ミラネサ、ミラネッサ（スペイン語: milanesa）とは南アメリカ風のコトレッタないしシュニッツェルで、南アメリカでは一般に肉のカツレツは「ミラネーサ」として知られている。

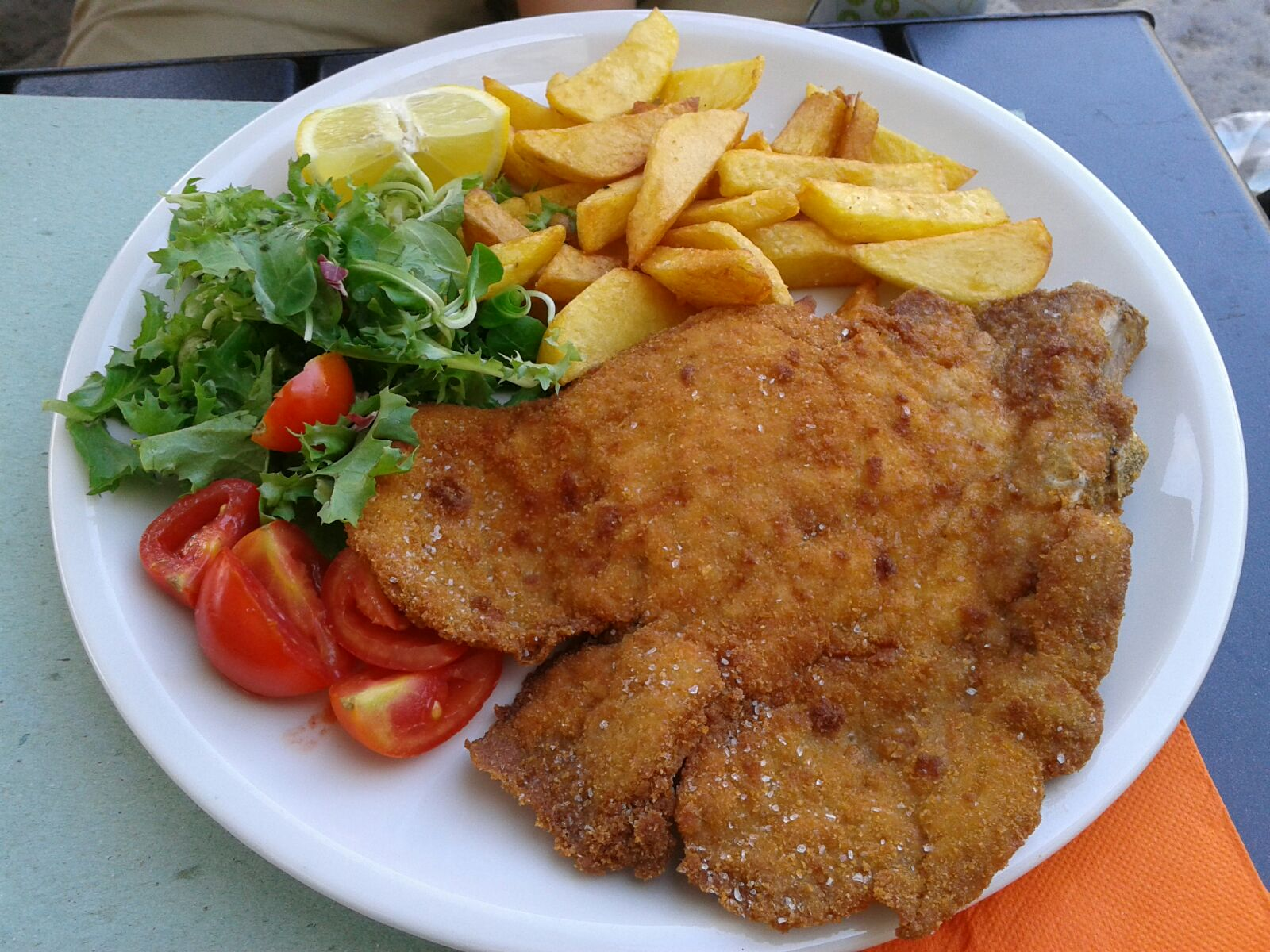
ミラネーサ

ミラネーサは、1860年から1920年代にかけてのイタリア人のディアスポラを形成した大規模移住におけるイタリア人移民によってコーノ・スールに持ち込まれた。この名称は、おそらくオーストリアのシュニッツェルと同様の、もとになったミラノ料理、「コトレッタ・アラ・ミラネーゼ」を反映している。
ミラネーサには薄くスライスした牛肉、鶏肉、魚、仔牛肉が使われ、豚肉が使われることもある。スライスされた材料は溶き卵に浸し、食塩と、料理の風味に合わせた調味料（例えばパセリやニンニク）で味付けされる。次にパン粉（場合によっては小麦粉）にまぶされて、一枚ずつ油で軽く揚げられる。人によっては、健康的な調理法としてごく少量の油で焼いてからオーブンで仕上げる。同様な料理にチキン・パルメザンがある。

## バリエーション

ミラネーサ

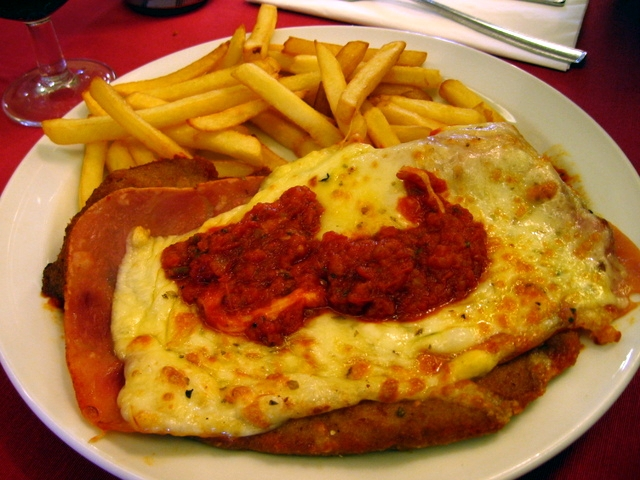
ナポリ風ミラネーサ

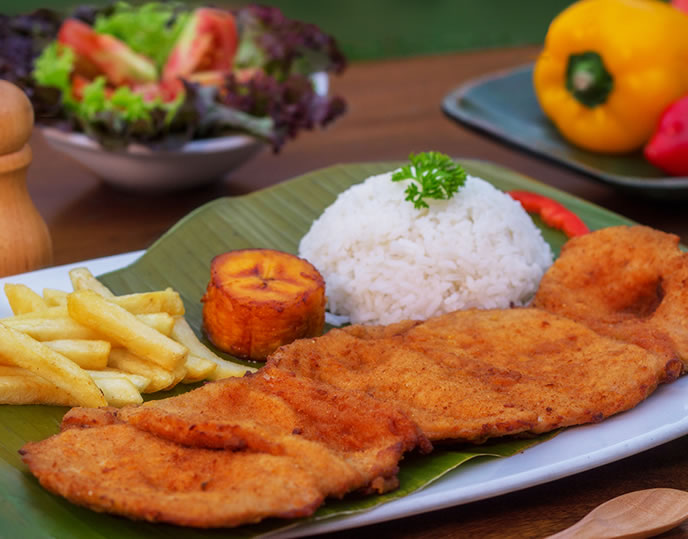
コロンビアのポーク・ミラネーサ（Chuleta Valluna）

この料理にトマトペースト、モッツァレッラチーズやまれにハムを加えて「ナポリ風ミラネーサ」（milanesa a la napolitana）が創作された。「ナポリ風」と言うのはナポリの街にちなんだ名づけではなく、1940年代にアルゼンチンにあったホルヘ・ラ・グロッタが所有するレストラン・ナポリが発祥だからである。この料理は súper milanesa ないし suprema napolitana としても知られている。
ミラネーサはアルゼンチンで最も人気のある料理の一つであり、「典型的なラ・プラタ川」料理の一つ」と見なされている。これは、19世紀後半から20世紀前半にミラノ風カツレツをもたらしたイタリア系移民の遺産である。この時代、アルゼンチンにはヨーロッパからの大量移民の波が押し寄せており、ほとんどの移民がイタリアからやって来ていた。ミラネーサは、5月3日を「ミラネーサの日」として祝日にするほどにアルゼンチン文化に行き渡っている。
しばしば、熱いままでフライドポテトないしマッシュドポテトを添えて供せされ、milanesa con papas fritas（ミラネーサのフライドポテト添え）や milanesa con puré（ミラネーサのマッシュポテト添え）として知られている。アルゼンチン、パラグアイおよびウルグアイでは、milanesa a caballo（馬に乗ったミラネーサ）として、しばしば目玉焼きが載せられるが、トマトソースは除かれている。サンドイッチの具として、サラダとともに冷製で食べられることもある。レモンジュースおよび場合によってはマヨネーズが味付けとして一般的である。
チリではescalopaとして知られる Milanesa Kaiser（ミラネーサの皇帝）は、牛肉とハムの間に溶けたチーズの層がある、コルドン・ブルーないしヴァルドスターナ（valdostana）を彷彿とさせる変種である（普通のミラネーサも食べられている）。古典的なチリのバージョンは escalopa a lo pobre（貧乏人のカツレツ）と呼ばれ、フライドポテト、ソテーした玉ねぎ、目玉焼きが載せられており、「貧乏人のロース肉」の同類である。
メキシコおよびアメリカ合衆国南部では、いくつかの地域で、しばしトルタ（ボリージョないしテレーラ・パンで作るサンドイッチ）として食べられている。バハ・カリフォルニア州北部、ソノラ州、シナロア州およびチワワ州では（合衆国の影響で）、伝統的なサンドイッチのようにレタス、トマトおよびマヨネーズが使われるが、ミラネーサはこれらの地域では食事のメインとしても一般的である。ミラネーサの memela napolitana はミラネーサをハム、トマトソースおよびおろしたチーズとともに分厚い揚げたトルティーヤに載せたものである。メキシコでは、ミラネーサという言葉はは調理法として使われており、どんな種類の肉でも叩いて薄くし、パン粉をつけて揚げたものはミラネーサと呼ばれる。ヌエボ・レオン州の北部では、おそらくドイツ及びチェコからの移民の影響でミラネーサとして知られる料理は非常に人気があり、多くのレストランのメインの料理となっている。通常、フライドポテト、フリホレス、米およびレタスサラダとともに供される。
パナマでは、薄くスライスした牛肉（通常はサーロイン）で作られるのが最も一般的だが、薄いチキンフィレも使われる。ライムジュースがサーブする前ないし食べる前に絞られ、しばしば辛いソースで味付けされる。白米やサラダ、レンズ豆、インゲンマメなどの副菜とともに食べられる。最後の2種類は、パナマで通常供されるようにライスの上にかけられ、サラダは皿の上に場所が空くように横に添えられる。 emparedado de milanesa や sandwich de milanesa として知られるサンドイッチとして供される際には、トマト、玉ねぎ、レタス、ケチャップおよびアメリカンチーズ（queso amarillo などの黄色いチーズ）が添えられる。Pan de molde（「型に入れて焼いたパン」、サンドイッチブレッド）および pan flatuta（「フルートのパン」、厚く柔らかいパナマ風のバゲット）がこれらのサンドイッチで使われる。
フィリピンでは、ミラネーサは carne frita（揚げた肉）として知られており、前述した調理法（肉を叩いて伸ばし、小麦粉、卵、パン粉を付けて揚げる）とほぼ同じ方法で作られる。南アメリカでほどの人気はなく、レストランではなくて家庭で食べられる。家族が食べる際には、ミラネーサ/カルネ・フリタは通常は白米、なんらかの豆のシチュー（たとえば、葉物野菜とシロインゲンマメのシチューややファバダ）、時にはカットしたサヤインゲンを添えたアメリカ風のポテトサラダとともに供せられ、しばしばチリ・ケチャップや南アメリカのサルサ・ゴルフではないマヨネーズとケチャップの混ぜたものが添えられる。サンドイッチとして供されることはほとんどない。
ポーランドでは、豚ロースを肉たたきで薄く、柔らかくなるまでたたき、小麦粉、とき卵、パン粉を付けて鍋で揚げたさまざまなミラネーサのがコトレット・サボヴィとして知られている。鶏肉や七面鳥を同様の調理法で調理したコトレット・ドゥロビオヴィ（Kotlet drobiowy、家禽のコトレット）もあり、牛ステーキ肉で作ったコトレット・ヴォロヴィ（Kotlet wolovy、牛肉のコトレット）は肉を柔らかくするために数時間牛乳に浸けてから小麦粉、とき卵、パン粉を付ける。ポーランドのコトレットは伝統的に調理されたジャガイモ、マッシュドポテト、クルースキ・シュランスキ（ジャガイモの団子）、シャウォートないしライスとともに供される。典型的な副菜は、ミゼリア、薄くすりおろした人参のサラダ、チュビクワないし伝統的なポーランドのスロフカ（Surówka）の一つのような伝統的なポーランドのサラダである。ポーランドのコトレットの歴史は19世紀に遡る。